# Zenopsis
Zenopsis (Gill, 1862) è un genere di pesci ossei marini appartenenti alla famiglia Zeidae.

## Distribuzione e habitat
Tre specie del genere sono endemiche dell'oceano Pacifico e delle aree limitrofe dell'oceano Indiano mentre Z. conchifer è diffuso in tutti gli oceani eccetto il Pacifico ed è segnalata, sebbene molto raramente, anche nel mar Mediterraneo<.
Si trovano in genere su fondi molli della piattaforma continentale a profondità variabili tra qualche decina e qualche centinaio di metri di profondità, in genere in acque circalitorali.

## Pesca
Hanno carni assai apprezzate e alcune specie vengono attivamente pescate.

## Tassonomia
Il genere comprende 4 specie:
- Zenopsis conchifer
- Zenopsis nebulosa
- Zenopsis oblonga
- Zenopsis stabilispinosa